# Черногорско-турска война (1862)
Черногорско-турската война от 1862 е един от поредицата въоръжени конфликти между Черна гора и Османската империя през XIX век, предизвикани от черногорските стремежи за политическа независимост и териториално разширение.

## Причини
Причина за войната е незадоволителната за черногорците развръзка на предходния конфликт с османците. За победата си при Граховац от 1858 година те получават само частични териториални придобивки. Решението на международната комисия, натоварена с турско-черногорското помирение, от 1860 година оставя голяма част от бунтуващите се херцеговински племена под турска власт. Аграрният въпрос е облекчен (с намаление на рентата, изплащана на мюсюлманите-земевладелци), но не и решен (с оземляване на християните-земеделци).
През 1861 година херцеговинският войвода Лука Вукалович вдига ново въстание. Под натиска на Великите сили правителството в Цетине се въздържа от открито съдействие на въстаниците, но не спира черногорски чети, които преминават границата. В резултат от това усилията на султановия комисар в Херцеговина Омер паша да усмири бунтовниците търпят неуспех. За да ги изолира, през лятото на 1861 Омер паша струпва войски и налага блокада по черногорските граници. Следват въоръжени стълкновения, които прерастват в открита война година по-късно.

## Бойни действия
Османското правителство обявява война на Черна гора през април 1862 година. През юни Омер паша нахлува в страната начело на 50-хилядна армия, разделена на три корпуса. Два от тях настъпват концентрично от Никшич и Спуж, разкъсвайки на две черногорската територия, и продължават настъплението в същинска Черна гора. Третият действа в областта Бърда. Офанзивата е улеснена от разрива между управниците в Цетине и Лука Вукалович, поради който херцеговинският войвода не оказва подкрепа на Черна гора.
Малобройните черногорски сили, начело с войводата Мирко Петрович, оказват ожесточена съпротива при Острог, но са сломени. С напредването си османските войски опожаряват десетки села и избиват голяма част от населението. В началото на август, когато те наближават Цетине, черногорският княз Никола моли Русия за съдействие за прекратяване на войната.

## Мирно споразумение
Бойните действия са прекратени от османците под натиска на Русия и Франция. Мирното споразумение е сключено на 31 август 1862 година в Шкодра. В стремежа си да избегне бъдещо напрежение, османското правителство приема условия, благоприятни за Черна гора. Победената страна запазва разширените си граници от 1860 година наред с някои икономически облекчения: разрешение за внос през османска територия на всякакви стоки с изключение на оръжие и за аренда на земеделски земи в империята. По-тежките условия – прогонване на Мирко Петрович от Черна гора и разполагане на османски военни постове по пътя от Херцеговина за Шкодра, остават неизпълнени. Османският сюзеренитет над Черна гора обаче е отхвърлен едва през 1878 година.